# Peter Eriksson (neurobiolog)

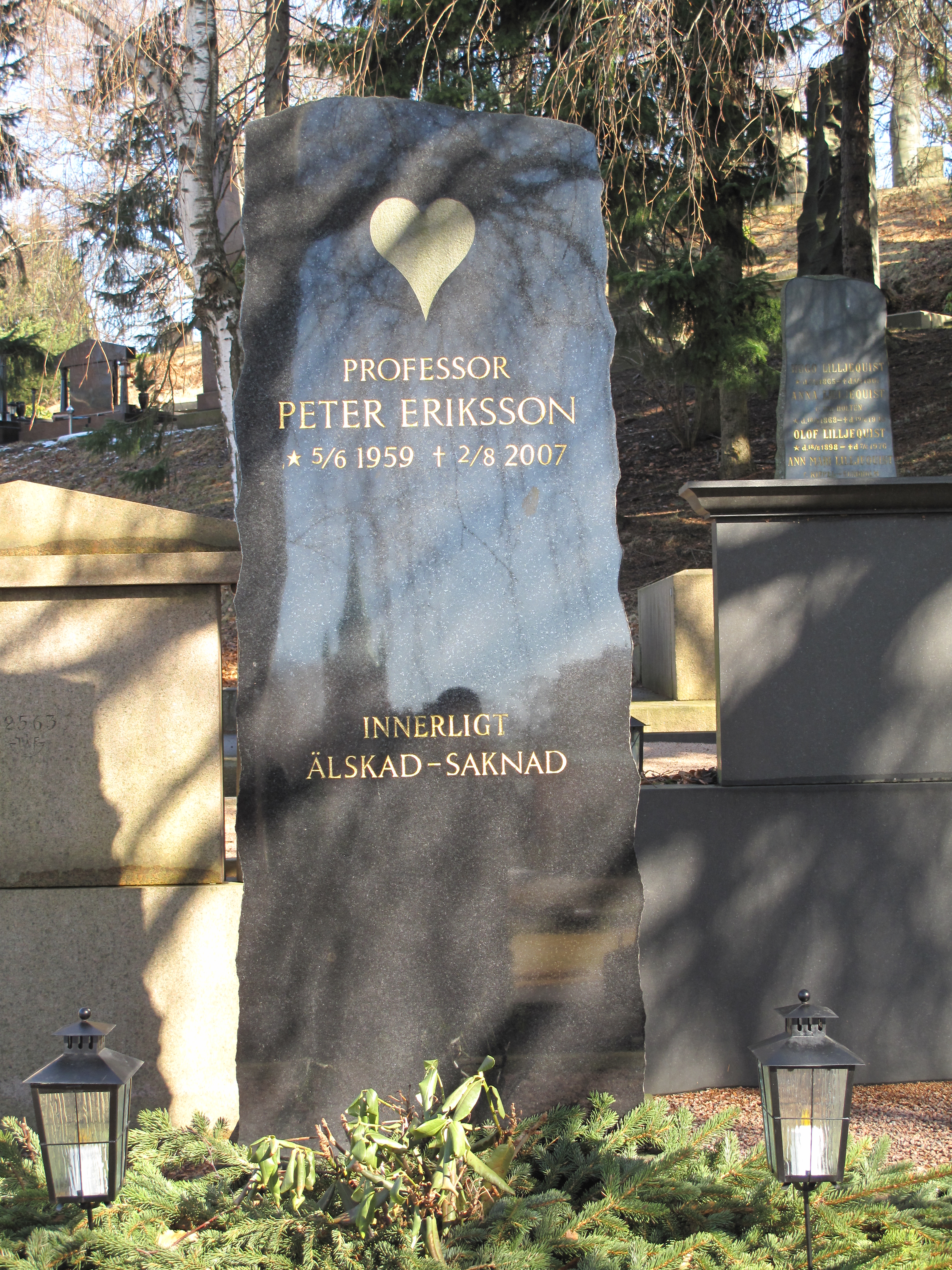
Peter Eriksson

Peter Eriksson (ur. 5 czerwca 1959 r., zm. 2 sierpnia 2007 r..) – szwedzki neurobiolog zajmujący się komórkami macierzystymi.
Wykazał, że nowe komórki nerwowe w mózgu człowieka powstają w ciągu całego życia, a nie, jak dotychczas uważano, wyłącznie podczas życia płodowego, oraz że tworzenie się połączeń między nowymi neuronami zależy od bodźców z zewnątrz, stąd więc wysiłek intelektualny może pomagać w leczeniu chorób neurodegeneracyjnych. Zaprezentował również mechanizmy neurogenezy, co wzbudza nadzieję na odkrycie skutecznego leczenia chorób neurodegeneracyjnych (np. choroba Alzheimera).